# Haut Conseil de la coopération internationale
Pour les articles homonymes, voir HCCI.
Le Haut Conseil de la coopération internationale ou HCCI a été une instance consultative créée le 10 février 1999 pour favoriser et rendre plus cohérentes en France les politiques de solidarité et de coopération internationales. 
Il a été dissous en mars 2008, mais a demandé à son ministère de tutelle que ses archives et travaux puissent rester disponible sur son site internet.

## Objectifs et enjeux
Le HCCI avait pour objectif de favoriser une concertation régulière entre les différents acteurs de la solidarité et de la coopération internationale ainsi que de sensibiliser les populations aux enjeux de la coopération. 
Au moment de sa dissolution, le budget national consacré à la coopération internationale était de plus de huit milliards d'euros.

## Composition
- 2 députés et 2 sénateurs désignés par leur assemblée respective ;
- 2 membres du Conseil économique et social, désignés par le Premier ministre sur proposition du président de ce conseil ;
- 3 maires, 3 conseillers généraux et 3 conseillers régionaux, désignés par le Premier ministre sur proposition d'une association représentative, respectivement des maires de France, des départements de France et des régions de France ;
- 30 personnes nommément désignées par le Premier ministre et appartenant :

- - aux organisations ayant pour activité principale la solidarité internationale ou aux organismes qui les fédèrent ;
  - aux collectifs d'organisations de migrants, chargées de leur intégration en France, en liaison avec leur pays d'origine ;
  - aux confédérations syndicales de salariés ;
  - aux groupements d'employeurs ;
  - aux organismes mutualistes relevant du code de la mutualité et aux fédérations de mutuelles, de coopératives et d'entreprises de l'économie sociale ;
  - aux organismes socioprofessionnels ayant développé des partenariats dans le domaine de la coopération internationale ;
  - aux organismes universitaires ou scientifiques traitant des questions de coopération internationale et de développement.

## Présidents
- de mai 1999 à octobre 2002 : Jean-Louis Bianco
- de décembre 2002 à septembre 2007 : Jacques Pelletier
- de décembre 2007 à mars 2008 (dissolution du HCCI) : Charles Josselin (président par intérim)

## Mode de travail
Les missions du HCCI étaient organisées en un programme de travail triennal (validé en assemblée plénière, puis soumis au Premier ministre et validé par un arrêté de ce ministre). Le HCCI étudiait ensuite les sujets prévus par ce programme pour produire des recommandations au Premier ministre. 
Le 3e et dernier programme de travail du HCCI (2006-2008) a été créé après « une large consultation auprès des structures et personnalités (Organisations de solidarité internationale, syndicats, etc.) membres anciens ou actuels du Haut conseil et avec les administrations concernées »
Suscitant 10 thématiques proposées aux commissions du HCCI devant déboucher sur la formulation de recommandations au gouvernement, et dans deux cas d'un colloque à l'issue duquel des recommandations pouvaient aussi être formulées. Tous ces thèmes incluaient la question du genre, celle de l'environnement et de la préservation de la biodiversité, ainsi que l'Europe.
De 2000 ) 2007, le HCCI décernait des « Prix de la coopération internationale » avec diverses mentions en titre de récompense : Prix de la solidarité internationale, Prix collectivités territoriales, et le Prix de l'information du public sur la coopération internationale pour le développement (ou appelé avant 2007 Prix sensibilisation du public, ou Action de sensibilisation et d'éducation au développement), Action de développement, Prix du courage et du dévouement (ou Action du courage et du dévouement, ou Courage, exemplarité et dévouement), Action de soutien à des réseaux d'échanges et de renforcements des capacités, Action de coopération économique conduite par une entreprise, Insertion socio-économique des jeunes par la formation professionnelle, Formation professionnelle agricole, Patrimoine et développement urbain, Soins et éducation sanitaire et nutritionnelle, Combat pour la terre et l'insertion, Activité économique et financement du développement, Femmes, organisations sociale et économique, Environnement et développement durable, Commerce équitable, Droits de l'homme et à la liberté de la presse, Partenariats éducatifs, Entreprises et développement, Coopération décentralisée, Développement rural et énergie, Tourisme et nouvelles solidarités.

## Dissolution
Le HCCI a été dissous au conseil des ministres du 19 mars 2008 sous la présidence de Nicolas Sarkozy dans le cadre de la révision générale des politiques publiques le 20 mars 2008. Il était prévu que le Haut conseil soit remplacé par une structure plus souple et plus économe en moyens, ayant pour objet de consulter la société civile dans toutes ses composantes sur les grands axes de la politique française de coopération au développement.